# Б'яркі Гюннлейгссон
Б'яркі Гюннлейгссон (нар. 3 березня 1973, Акранес, Ісландія) — ісландський футболіст та тренер, півзахисник.

## Клубна кар'єра
Розпочав футбольну кар'єру в «Акранесі» на позиції атакувального півзахисника. У листопаді 1992 року, по завершенні перегляду, підписав контракт з «Феєнордом». Спочатку «Фейєнорд» не отримав дозволу на роботу для братів-близнюків, через що вони отримали право грати за команду лише з січня 1993 року, після апеляції до Верховного суду. Проте майже одразу після переходу у «Феєнорд» отримав травму, через що так і не зіграв за першу команду жодного матчу. Проте його брат Арнар встиг зіграти 9 матчів у чемпіонаті. У сезоні 1995/96 років брати відправилися в оренду до німецького «Нюрнберга». Обоє братів отримували стабільну ігрову практику у Другій Бундеслізі. Однак клуб, який переживав фінансові проблеми, вирішив не залишати близнюків. У «Феєнорді» жоден з них перспектив заграти не мав, тому їх на декілька місяців віддали в оренду колишньому клубу, «Акранесу». Близнюки розлучилися в листопаді 1995 року. Б'яркі перейшов до німецького «Вальдгофа» Мангейм, а Арнар перейшов до французького «Сошо». У складі «Вальдгофа» Б'яркі відзначився 9-ма голами у 14-ти матчах Другої Бундесліги.
У середині 1997 року перейшов до норвезького «Мольде». У команді добре зарекомендував себе, й влітку 1998 року за 2 мільйони норвезьких крон його підписав «Бранн». Однак у новій команді йому не вдалося стати навіть гравцем ротації й на початку 1999 року він повернувся до Ісландії, де став гравцем КР. На батьківщині швидко набрав форму, відзначився 11-ма голами у 16-ти матчах, перш ніж у середині 1999 року його підписав англійський «Престон Норт-Енд». У 2000 році разом з клубом став чемпіоном Другого дивізіону. Однак Б'яркі все частіше страждав від травми стегна, і після того як декілька операцій не вирішили проблему зі здоров'ям, наприкінці 2001 року йому дали пораду відмовитися від виступів на професіональному рівні.
У 2002 році вирішив повернутися до футболу, приєднався до «Дейглана» з аматорського Третього дивізіону Ісландії. Того ж року у футболці «Акранеса» відзначився 7-ма голами у 7-ми матчах. З 2003 по 2005 рік грав у КР. У 2008 році знову почав грати разом зі своїм братом-близнюком, цього разу в «Гапнарф'ярдарі». Б'яркі завершив кар'єру наприкінці 2012 року.

## Кар'єра в збірній
Б'яркі пройшов усі юнацькі та молодіжні збірні Ісландії. У футболці національної збірної Ісландії дебютував у жовтні 1993 року в товариському матчі проти Тунісу. У лютому 2000 року провів свій останній міжнародний матч (товариський) проти Фарерських островів. Загалом провів 27 матчів за збірну, в яких відзначився 7-ма голами.

## По завершенні кар'єри
Двічі тимчасово виконував обов'язки головного тренера «Акранесом» разом зі своїм братом-близнюком. У 2011 році разом із декількома ісландськими колишніми спортсменами створив агентство спортивного менеджменту Total Football, яке згодом стало частиною Stellar Group.

## Досягнення
«Акранес»
- Урвалсдейлд
  -  Чемпіон (2): 1992, 1995

- Перший дивізіон Ісландії
  -  Чемпіон (1): 1991

«Феєнорд»
- Ередивізі
  -  Чемпіон (1): 1992/93

КР
- Урвалсдейлд
  -  Чемпіон (2): 1999, 2003

- Кубок Ісландії
  -  Володар (1): 1999

- Суперкубок Ісландії
  -  Володар (1): 2003

«Престон Норт-Енд»
- Другий дивізіон Футбольної ліги
  -  Чемпіон (1): 2000

«Гапнарф'ярдар»
- Урвалсдейлд
  -  Чемпіон (2): 2008, 2012

- Кубок Ісландії
  -  Володар (2): 2007, 2010

- Кубок ісландської ліги
  -  Володар (1): 2007

- Суперкубок Ісландії
  -  Володар (3): 2007, 2010, 2011